# Bad Neighbours 2: Sorority Rising
Bad Neighbours 2: Sorority Rising, ook gekend als Bad Neighbours 2, is een Amerikaanse filmkomedie uit 2016 in een regie van Nicholas Stoller. Het verhaal werd geschreven door Stoller, Andrew J. Cohen, Brendan O'Brien, Seth Rogen en Evan Goldberg. De film is het vervolg van Bad Neighbours uit 2014.
Hoofdrollen worden gespeeld door Seth Rogen, Rose Byrne, Sam Richardson, Abbi Jacobson, Liz Cackowski, Chloë Grace Moretz, Kiersey Clemons, Beanie Feldstein, Zac Efron en Dave Franco.

## Verhaal
Mac en Kelly hebben hun huis verkocht. Ze verwachten hun tweede kind en hun huidige woonst is te klein. Het naastgelegen huurhuis, waar de studentenvereniging Delta Psi Beta woonde, staat leeg. Wat Mac en Kelly niet wisten, is dat de nieuwe eigenaars nog 30 dagen bedenktijd hebben. Zij kunnen tijdens die periode te pas en te onpas langskomen om te zien of alles met het huis en de buurt in orde is.
Enkele kilometers verder zijn eerstejaarsstudentes Shelby, Beth en Nora misnoegd: studentenfuiven mogen enkel door jongens georganiseerd worden waar de vrouwen zich als hoerige sletten moeten gedragen. Vandaar dat zij beslissen om de eerste vrouwelijke geëmancipeerde vereniging op te richten: Kappa Nu. Al snel vinden zij een huis, maar kunnen de huur niet betalen. Toevallig ontmoeten ze in dat huis ook Teddy. Teddy woonde sinds de gebeurtenissen uit de vorige film bij Pete die ondertussen afgestudeerd is. Pete is uit de kast gekomen en kreeg een huwelijksaanzoek van zijn vriend Darren. Omdat het huis daardoor te klein is, dient Teddy een nieuw onderdak te vinden. Dat is niet simpel: omdat hij van de universiteit werd geschorst, heeft hij geen diploma. Ook heeft hij een strafblad. Bijgevolg werkt hij nog steeds als halfnaakt model om mensen in een kledingwinkel te lokken. Teddy overtuigt de dames om hem op te nemen in hun vereniging omdat hij vier jaar voorzitter was van studentenvereniging Delta Psi Beta.
Het huis dat de dames vonden, is uiteraard het voormalige huis van Delta Psi Beta wat dus naast het huis van Mac en Kelly staat. Mac en Kelly hebben hun buurt omschreven als zijnde zeer rustig. Met de komst van de studentes vrezen ze dat de nieuwe eigenaars hun beslissing intrekken. Zij vragen daarom aan de studentes om de eerste 30 dagen niet te feesten, wat zij niet willen inwilligen. Ze dienen namelijk elke maand een grote huursom te betalen dewelke zij enkel kunnen financieren met studentenactiviteiten.
Mac en Kelly trachten alles te doen om de studentes de eerste dertig dagen uit het huis te weren en om de dames tegen elkaar op te zetten. De studenten hebben de bedoelingen van Mac en Kelly al snel door en nemen wraakacties. Ook vinden de dames dat Teddy te oud is en zetten hem uit de vereniging. Teddy aanziet dit als verraad en sluit zich aan bij Mac en Kelly. Ze bedisselen een plan waardoor de inkomsten van de studentes verloren gaan. Noodgedwongen organiseren de dames een "hoeren & sletten"-fuif omdat ze weten dat daar heel wat volk op afkomt. Shelby, Beth en Nora zijn hierdoor teleurgesteld en beslissen om hun vereniging op te doeken. Dit wordt overhoord door Kelly. Zij overtuigt de drie dames dat zij de eersten waren met een geëmancipeerde vereniging en dat er wellicht heel wat jonge vrouwen met eenzelfde visie zijn. Omdat dit alles nieuw is, is het evident dat het een proces van vallen-en-opstaan is, maar dat de dames moeten doorzetten. De studentes beslissen om de raad van Kelly te volgen waardoor hun ledenaantal exponentieel groeit.
Dit alles heeft tot gevolg dat de nieuwe kopers afhaken omwille van de overlast. Daardoor zitten Mac en Kelly met twee huizen die ze onmogelijk kunnen financieren. Echter komt er hulp van de studentes. Zij hebben te weinig ruimte. Uit dank voor het advies van Kelly willen zij diens huis bijhuren om het onderdakprobleem op te lossen.
Enkele maanden later trouwen Pete en Darren. Daar wordt duidelijk dat Teddy een succesvol eenpersoonsbedrijf heeft opgestart: als ceremoniemeester en organisator van trouwfeesten voor homokoppels.

## Rolverdeling
| Acteur                     | Personage            | Opmerkingen                                                               |
| -------------------------- | -------------------- | ------------------------------------------------------------------------- |
| Seth Rogen                 | Mac Radner           |                                                                           |
| Rose Byrne                 | Kelly Radner         | Macs vrouw                                                                |
| Zac Efron                  | Teddy Sanders        | voormalige voorzitter van mannelijke studentenvereniging Delta Psi Beta   |
| Chloë Grace Moretz         | Shelby               | voorzitter van de net opgerichte vrouwelijke studentenvereniging Kappa Nu |
| Ike Barinholtz             | Jimmy Blevins        | Macs collega en beste vriend                                              |
| Carla Gallo                | Paula Faldt          | Jimmy's hertrouwde vrouw                                                  |
| Kiersey Clemons            | Beth                 | mede-oprichtster van Kappa Nu                                             |
| Beanie Feldstein           | Nora                 | mede-oprichtster van Kappa Nu                                             |
| Dave Franco                | Pete Regazolli       | voormalig vicepresident van Delta Psi Beta                                |
| Christopher Mintz-Plasse   | Scoonie              | voormalig lid van Delta Psi Beta                                          |
| Jerrod Carmichael          | Garf                 | voormalig lid van Delta Psi Beta                                          |
| Lisa Kudrow                | Dean Carol Gladstone | decaan van de universiteit                                                |
| Hannibal Buress            | Officer Watkins      | politieman                                                                |
| John Early                 | Darren               | Petes verloofde                                                           |
| Selena Gomez               | Madison              | voorzitster van vrouwelijke studentenvereniging Phi Lamda                 |
| Kelsey Grammer             |                      | Shelby's vader                                                            |
| Brian Huskey               | Bill Wazowkowski     | Macs baas                                                                 |
| Clara Mamet                | Maranda              | lid van Kappa Nu                                                          |
| Awkwafina                  | Christine            | lid van Kappa Nu                                                          |
| Elise Vergas / Zoey Vergas | Stella Radner        | dochter van Mac en Kelly's                                                |
| Liz Cackowski              | Wendy                | makelaar vastgoed                                                         |